# Haaksnavelijsvogel
De haaksnavelijsvogel (Melidora macrorrhina) is een vogel uit de familie Alcedinidae (ijsvogels).

## Verspreiding en leefgebied
Deze soort is endemisch in Nieuw-Guinea en telt drie ondersoorten:
- M. m. waigiuensis: Waigeo.
- M. m. macrorrhina: westelijk, centraal en oostelijk Nieuw-Guinea, Misool en Batanta.
- M. m. jobiensis: noordelijk Nieuw-Guinea en Japen.

## Status
De grootte van de populatie is niet gekwantificeerd maar de soort wordt omschreven als wijdverspreid en algemeen. Op de Rode lijst van de IUCN heeft deze soort de status niet bedreigd.